# NGC 6148
NGC 6148 је спирална галаксија у сазвежђу Херкул која се налази на NGC листи објеката дубоког неба.
Деклинација објекта је + 24° 5' 34" а ректасцензија 16h 27m 4,0s. Привидна величина (магнитуда) објекта NGC 6148 износи 16,1 а фотографска магнитуда 16,9.